# Reginele României

Aceasta este o listă a reginelor României din 1881 până în 1947, până la instaurarea republicii.

## Reginele României
| # | Portret                  | Nume                                                           | Naștere                             | Deces                                      | De la             | La                                                                         |
| - | ------------------------ | -------------------------------------------------------------- | ----------------------------------- | ------------------------------------------ | ----------------- | -------------------------------------------------------------------------- |
| 1 | Portret Regina Elisabeta | Regina Elisabeta a României Soția regelui Carol I al României  | 29 decembrie 1843 Neuwied           | 18 februarie/2 martie 1916 Curtea de Argeș | mai 1881          | moarte                                                                     |
| 2 | Portret Regina Maria     | Regina Maria a României Soția regelui Ferdinand I al României. | 29 octombrie 1875 Anglia            | 18 iulie 1938 Sinaia                       | 10 octombrie 1914 | moarte                                                                     |
| 3 | Portret Regina Elena     | Regina-mamă Elena a României Mama regelui Mihai.               | 15 mai 1896 Atena (Regatul Greciei) | 28 noiembrie 1982 Lausanne (Elveția)       | septembrie 1941   | Monarhia a fost abolită în 1947. Elena a folosit titlul și după acea dată. |